# Дюрбе Мехмед-бея
Дюрбе Мехмед-бея (Малый восьмигранник) — усыпальница, мавзолей в Бахчисарае. Расположена неподалёку от Большого восьмигранника Дюрбе Мехмеда II Герая, в полусотне шагов к северу от минбара среди частной застройки. Объект культурного наследия народов России федерального значения, охраняется государством.

## История
Мавзолей (усыпальница) построен в XV—XVI веках. Это сравнительно небольшое сооружение в форме классического восьмигранника, с дверью и тремя окнами, ныне заложенными. Грани строения поставлены на цоколь, стены увенчаны карнизом.
Внутри сооружения — сферическая баня на полуциркульных арках, врезанных в плоскости граней. Некоторая лапидарность дюрбе — простота плана, скромность убранства, скупость деталей — наводят исследователей на мысль, что Малый восьмигранник был типичной постройкой для средневекового и более позднего периода. Внешне Малый восьмигранник небольшое сооружение с куполом и напоминает юрту.
Во время его строительства использованы большие сплошные плиты. По преданию здесь покоится прах Мехмед-бея и его сына, живших в Крыму в XVI веке.